# Jezioro Turostowskie
Jezioro Turostowskie – jezioro w Polsce, w województwie wielkopolskim, w powiecie gnieźnieńskim, w gminie Kiszkowo, na Pojezierzu Gnieźnieńskim. Na wschód od jeziora leży wieś Turostowo, na północ – wieś Karczewko.

## Dane morfometryczne
Zwierciadło wody położone jest na wysokości 92,8 metrów n. p. m. Maksymalna głębokość wynosi 6,5 metra. Powierzchnia zwierciadła wody wynosi 24,44 ha.